# Phil Dumatrait
Phillip Anthony Dumatrait (né le 12 juillet 1981 à Bakersfield, Californie, États-Unis), est un lanceur de relève gaucher qui a joué dans la Ligue majeure de baseball de 2007 à 2011.

## Carrière
Phil Dumatrait est drafté le 5 juin 2000 par les Red Sox de Boston au 1er tour de sélection (22e choix).
Il est transféré chez les Reds de Cincinnati le 30 juillet 2003 à l'occasion d'un échange impliquant plusieurs joueurs. 
Dumatrait débute en Ligue majeure sous les couleurs des Reds le 2 août 2007 avant d'être transféré chez les Pirates de Pittsburgh le 26 octobre 2007. 
Blessé à la fin de la saison 2008, il commence la saison 2009 sur la liste des blessés.
Devenu agent libre après la saison 2009, il rejoint les Tigers de Détroit via un contrat de Ligues mineures le 19 décembre 2009. Dumatrait se contente d'évoluer en mineures en 2009 et rejoint les Twins du Minnesota en 2011, toujours via un contrat de ligues mineures. Il passe la saison 2011 entre Rochester, dans le Triple-A, et l'équipe du Minnesota. Il est utilisé comme lanceur de relève dans 45 parties des Twins et présente une moyenne de points mérités de 3,92 en 41 manches et un tiers lancées, avec une victoire et trois défaites. Le 3 janvier 2012, il signe de nouveau avec les Twins et reçoit une invitation au camp d'entraînement suivant.

## Statistiques
| Saison | Équipe     | G  | GS | CG | SHO | V | D  | SV | IP    | SO | ERA   |
| ------ | ---------- | -- | -- | -- | --- | - | -- | -- | ----- | -- | ----- |
| 2007   | Cincinnati | 6  | 6  | 0  | 0   | 0 | 4  | 0  | 18.0  | 9  | 15,00 |
| 2008   | Pittsburgh | 21 | 11 | 0  | 0   | 3 | 4  | 0  | 78.2  | 52 | 5,26  |
| 2009   | Pittsburgh | 15 | 0  | 0  | 0   | 0 | 2  | 0  | 13.0  | 7  | 6,92  |
| Totaux | Totaux     | 42 | 17 | 0  | 0   | 3 | 10 | 0  | 109.2 | 68 | 7,06  |

Note : G = Matches joués ; GS = Matches comme lanceur partant ; CG = Matches complets ; SHO = Blanchissages ; 
V = Victoires ; D = Défaites ; SV = Sauvetages ; IP = Manches lancées ; SO = Retraits sur des prises ; ERA = Moyenne de points mérités.